# Meineckia uzungwaensis
Meineckia uzungwaensis är en emblikaväxtart som först beskrevs av Radcl.-sm., och fick sitt nu gällande namn av Radcl.-sm.. Meineckia uzungwaensis ingår i släktet Meineckia och familjen emblikaväxter. Inga underarter finns listade i Catalogue of Life.